# Sant'Orsola Terme
Sant'Orsola Terme és un municipi italià, dins de la província de Trento, a la vall dels Mocheni. L'any 2007 tenia 1.022 habitants. Limita amb els municipis de Baselga di Pinè, Bedollo, Fierozzo, Frassilongo, Palù del Fersina i Pergine Valsugana.

## Administració
| Període | Identitat         | Partit        |
| ------- | ----------------- | ------------- |
| 2004-   | Damiano Fontanari | Llista cívica |